# Panteley Dimitrov
Panteley K. Dimitrov (bulgare : Пантьлей К. Димитров), né le 2 novembre 1940 en Bulgarie et décédé le 23 juin 2001, est un joueur de football international bulgare, qui évoluait au poste de milieu de terrain.

## Biographie

### Carrière en club
Avec le club du CSKA Sofia, il remporte deux championnats de Bulgarie et une Coupe de Bulgarie.
Avec cette même équipe, il joue 10 matchs en Coupe d'Europe des clubs champions.

### Carrière en sélection
Avec l'équipe de Bulgarie, il joue 7 matchs et inscrit un but entre 1963 et 1964. 
Il joue son premier match en équipe nationale le 30 avril 1963 contre la Tchécoslovaquie, et son dernier le 23 avril 1964 contre l'Union soviétique. Le 2 juin 1963, il inscrit un but face à l'Albanie.
Il figure dans le groupe des sélectionnés lors de la Coupe du monde de 1962, sans toutefois jouer de matchs lors de cette compétition.

## Palmarès
CSKA Sofia
- Championnat de Bulgarie (2) :
  - Champion : 1960-61 et 1961-62.

- Coupe de Bulgarie (1) :
  - Champion : 1960-61.